# 老友记 (第二季)
《老友记》第二季，是由大衛·克雷恩和瑪塔·考夫曼制作的美国情景喜剧。它由布萊特考夫曼克雷恩製片公司联合华纳兄弟电视公司制作，并于1995年9月21日在美国的NBC首播，该季共24集，于1996年5月16日结束。平均收视率居全美第三，收视人口约1793万人。而该剧中与1996年超级碗比赛直播之后联播的第12-13集，则是整部剧集长达10年的播映季中收视率最高的2集，超过5290万的美国观众观赏了这两集的播出。在《电视指南》杂志评选的史上百大电视剧播映季排名中，该季与本剧的其他两季均有入围，并排名第31位。

## 剧情
罗斯此时并不知道瑞秋已经对他有了感觉，他已经和在中国重逢的老同学,同是古生物学家的茱莉开始了一段恋情。瑞秋对此很不开心，于是尝试破坏这一对恋人，一次当罗斯准备进一步推进和茱莉的关系时，瑞秋告诉罗斯当一个男人不渴望性爱时女人会觉得他更性感，导致罗斯险些错过了关键的一夜。
很快瑞秋也与另一个男人约会了。但一次在瑞秋大醉时，在罗斯的电话留言机上说“我已经忘掉你了！”。第二天早上罗斯来到莫妮卡和瑞秋家播放了那一段留言，尴尬的瑞秋只好被迫承认她喜欢罗斯。之后罗斯来到中央公园咖啡馆，生气地告诉瑞秋这本不应该告诉他，因为他好不容易忘记瑞秋，开始过开心的日子了。但罗斯离开之后咖啡馆又折回，这次他与瑞秋拥吻了。之后罗斯在瑞秋和茱莉两人中无所适从，于是钱德建议用一张单子列出两人的优缺点之后决定。但罗斯知道自己真正爱的还是瑞秋，于是很快与茱莉分手。不幸的是瑞秋发现了那张列有自己优缺点的单子，异常生气的她拒绝了罗斯。
后来，朋友们一起观看了一卷瑞秋和莫妮卡准备学校舞会的录像带。录像带中瑞秋的舞伴无法按时到场，罗斯的父母就说服罗斯去做瑞秋的舞伴，但当罗斯兴奋地准备好时，瑞秋和到达的舞伴已经离开了。瑞秋看到这里被罗斯感动了，决定和罗斯重新开始。
乔伊由于在肥皂剧《我们的生活》扮演雷莫瑞医生大获成功，已经赚够了钱可以住进自己的公寓了。因此钱德的新室友艾迪很快搬了进来，后来他们发现艾迪患有一些的精神失常。而乔伊又由于在接受杂志采访时的言行冒犯了该剧的作家，作家在之后的剧情中杀死了乔伊的角色，这时由于没有了经济来源，乔伊只能又搬回了钱德的公寓。之前钱德由于艾迪的疯狂行为备受折磨，艾迪甚至忘记了钱德让他离开的事情。因此钱德和乔伊决定把艾迪的东西全部扔在了门外并更换了门锁，假装他们并不认识艾迪，艾迪也以为走错了家门最终离开。 菲比此时找到了他同父异母的弟弟小法兰克。
在这一段时间，莫妮卡与父亲的老朋友李察交往。但由于后来李察告诉莫妮卡他以后不想再要孩子后，一心想要孩子的莫妮卡忍痛与其分手。

## 演员及角色

### 主要演员
- 詹妮弗·安妮斯顿 饰演 瑞秋·葛林。
- 柯特妮·考克斯 饰演 莫妮卡·盖勒。
- 丽莎·库卓 饰演 菲比·布菲。
- 麦特·勒布郎 饰演 乔伊·崔比雅尼。
- 马修·派瑞 饰演 钱德·宾。
- 大卫·史威默 饰演 罗斯·盖勒。

### 客串演员
- 瑪姬·惠勒（英语：Maggie Wheeler） 饰演 珍妮斯（钱德的前女友）
- 瑪洛·托馬斯 饰演 珊德拉·葛林（瑞秋的母亲）
- 羅恩·萊布曼（英语：Ron Leibman） 饰演 莱纳德·葛林（瑞秋的父亲）
- 艾里歐特·古爾德（英语：Elliott Gould） 饰演 杰克·盖勒（罗斯与莫妮卡的父亲）
- 克莉絲汀娜・皮科斯（英语：Christina Pickles） 饰演 朱迪·盖勒（罗斯与莫妮卡的母亲）

### 不定期出演演员
- 勞倫·湯姆（英语：Lauren Tom） 饰演 茱莉（罗斯的华裔女友）
- 汤姆·塞立克 饰演 理查德·博克（莫妮卡的男友）
- 亞當·戈德堡 饰演 艾迪（钱德的室友）
- 簡·西貝特（英语：Jane Sibbett） 饰演 卡罗（罗斯的女同性恋前妻）
- 潔西卡·何屈（英语：Jessica Hecht） 饰演 苏珊（卡罗的女同性恋伴侣）
- 瓊·蓋博（英语：June Gable） 饰演 艾斯黛拉（乔伊的经纪人）
- 詹姆斯·邁克爾·泰勒（英语：James Michael Tyler） 饰演 甘瑟（中央咖啡馆店员）

## 分集剧情
| 总集数 | 集数 | 标题                                                         | 导演             | 编剧                                                          | 首播日期       |
| --- | ---- | ------------------------------------------------------------ | ---------------- | ------------------------------------------------------------- | -------------- |
| 25 | 1    | 罗斯的新女友 The One with Ross's New Girlfriend              | Michael Lembeck  | Jeff Astrof和Mike Sikowitz                                    | 1995年9月21日  |
| 瑞秋去机场为罗斯接机并向他表达爱意，却意外的发现罗斯因为钱德的建议在中国和老同学茱莉建立了新的感情并一同回国。钱德觉得非常的愧疚，因为也是他说漏了嘴才使得瑞秋明白罗斯长久以来的心意。菲比帮钱德和乔伊剪了个时髦的发型，莫妮卡也想要剪，谁知道菲比搞错了莫妮卡所要的发型。钱德需要做一套新西装，乔伊推荐了他的裁缝给他，却让钱德被那个裁缝猛吃了一顿豆腐。罗斯和茱莉的亲密关系让每个人都感到很不自在。尤其是瑞秋。沮丧的她竟然又和烂人前男友意大利人保罗搅和在了一起。 |      |                                                              |                  |                                                               |                |
| 26 | 2    | 卡罗的母乳 The One with the Breast Milk                      | Michael Lembeck  | Adam Chase和Ira Ungerleider                                   | 1995年9月28日  |
| 男生们对卡罗母乳喂养罗斯的儿子本感到很尴尬，在菲比和乔伊尝过之后，情况更加糟糕了。瑞秋对莫妮卡和茱莉建立的友谊非常非常的吃醋。在乔伊打工的地方，乔伊为了一个美女同事而和另一位同事"决斗"。 |      |                                                              |                  |                                                               |                |
| 27 | 3    | 海克里斯先生死了 The One Where Heckles Dies                  | Kevin S. Bright  | Michael Curtis和Gregory S. Malins                             | 1995年10月5日  |
| 钱德拒绝了和她同事约会的机会，因为他觉得她的鼻孔太大，但是事实上，钱德其实是害怕发生一段认真的恋情。楼下那个讨厌的另据海克里斯先生突然去世了，竟然把所有的财产全都留给了莫妮卡和瑞秋。在清点遗物的时候，钱德惊恐的发现原来自己的人生轨迹也有可能像海克里斯先生那样孤独终老。为了避免这样的事情发生，他又想和前女友詹尼丝复合，谁知道珍妮斯已经嫁为人妇并怀了孕。菲比质疑进化论，认为它过于简单的解释了所有的事情及现象并排斥其他的可能，因此和身为古生物学家并将进化论视为信仰的罗斯大吵了一架。 |      |                                                              |                  |                                                               |                |
| 28 | 4    | 菲比的丈夫 The One with Phoebe's Husband                     | Gail Mancuso     | Alexa Junge                                                   | 1995年10月12日 |
| 大伙惊奇的发现原来菲比嫁给了一位加拿大同性恋冰舞演员邓肯（Steve Zahn饰演），以帮助他拿到美国绿卡。菲比其实一直钟情于邓肯，但是由于邓肯的性取向一直不敢开口表白。被人捉到痛脚恼羞成怒的菲比开始大揭隐私，最终演变成一场混战：乔伊被人揭发曾经拍过成人电影，而钱德则被说出了有三个乳头的秘密。菲比与邓肯重逢，竟然得知邓肯原来不是同性恋，此次前来找菲比也是为了和她离婚而与另一位女子结婚。这让菲比又一次伤透了心。罗斯和茱莉的关系一直没有进一步的发展，罗斯也很期待两人"重要的一晚"，对罗斯找了新女友很是不爽的瑞秋打算破坏两人的关系，竟然告诉罗斯罗斯当一个男人不渴望性爱时女人会觉得他更性感，导致罗斯险些错过了关键的一夜—还好罗斯也向乔伊咨询到了"男人的建议"。                                                            |      |                                                              |                  |                                                               |                |
| 29 | 5    | 五块牛排和一个茄子 The One with Five Steaks and an Eggplant  | Ellen Gittelsohn | Chris Brown                                                   | 1995年10月19日 |
| 收入问题让老友之间产生了裂隙，有良好收入的钱德、罗斯和莫妮卡，和收入不怎么优渥的菲比、瑞秋和乔伊相互对彼此看不惯。刚刚得到提升的莫妮卡因为收了肉品供应商的一点"小礼物"而丢了饭碗。 |      |                                                              |                  |                                                               |                |
| 30 | 6    | 公车丢童记 The One with the Baby on the Bus                  | Gail Mancuso     | Betsy Borns                                                   | 1995年11月2日  |
| 罗斯误食了莫妮卡制作的奇异果柠檬派而引发过敏，钱德和乔伊只能代罗斯照看罗斯的儿子本。男生们惊奇的发现，身边带着一个可爱的婴儿更能招得美丽女郎的青睐，得意忘形的他们竟然把本落在公车上。最后他们在失物招领处找到了婴儿，却分辨不出哪个到底是他们丢失的本。菲比在中央公园咖啡馆的驻唱工作被一名专业歌手(Chrissie Hynde饰演)所代替，所以只能在街头表演。 备注: 同年起热播的美剧《城市俏女郎》中的主角Lea Thompson在剧中客串了一位妇女，为自己的同性恋兄弟向钱德和乔伊打听哪里也可以领养一个小孩的。在此后剧集中出演菲比同父异母的兄弟小弗兰克的演员Giovanni Ribisi也出现在本集之中，饰演一个菲比在街头驻唱时，在她的琴盒里面丢了一个保险套的男子，随后又因为"紧急事件"而把那个保险套拿了回去。Catherine Bell饰演了公车上的一位女子。 |      |                                                              |                  |                                                               |                |
| 31 | 7    | 罗斯知道了 The One Where Ross Finds Out                      | Peter Bonerz     | Michael Borkow                                                | 1995年11月9日  |
| 喝醉了酒的瑞秋在罗斯的答录机上留言说“我已经忘掉你了！”第二天早上罗斯来到莫妮卡和瑞秋家播放了那一段留言，尴尬的瑞秋只好被迫承认她喜欢罗斯。之后罗斯来到中央公园咖啡馆，生气地告诉瑞秋这本不应该告诉他，因为他好不容易忘记瑞秋，开始过开心的日子了。但罗斯离开之后咖啡馆又折回，这次他与瑞秋拥吻了。之后罗斯在瑞秋和茱莉两人中无所适从。与此同时，失业了的莫妮卡开始担任钱德的私人健身教练。 |      |                                                              |                  |                                                               |                |
| 32 | 8    | 爱情清单 The One with the List                               | Mary Kay Place   | David Crane & Marta Kauffman                                  | 1995年11月16日 |
| 罗斯在童年时就暗恋着的瑞秋和新女友茱莉之间艰难的做着抉择。他听从钱德和乔伊的建议表列了两人的优缺点，最终下定决心选择瑞秋。但是瑞秋发现了这张清单，对罗斯的行为非常不满。莫妮卡找到了一份为一种恶心的巧克力替代品莫克丽创造食谱。 |      |                                                              |                  |                                                               |                |
| 33 | 9    | 菲比的父亲 The One with Phoebe's Dad                         | Kevin S. Bright  | Jeff Astrof & Mike Sikowitz                                   | 1995年12月14日 |
| 菲比发现自己外祖母保存着的他父亲的照片中的男子并不是他的亲生父亲，只是梅西百货的男模特。她尝试寻找她父亲的线索，但是终究没有勇气面对他与他相认。陪伴着她的钱德和乔伊因为等的时间太久而没有为大伙买礼物，所以只能在一个加油站的便利店里乱买一通。 |      |                                                              |                  |                                                               |                |
| 34 | 10   | 双罗斯记 The One with Russ                                   | Thomas Schlamme  | Ira Ungerleider                                               | 1996年1月4日   |
| 莫妮卡和幽默的鲍比复合，但是发现他开始酗酒了。她成功的帮鲍比戒酒，但是他戒酒之后非常不开心也不再幽默了。乔伊和选角导演睡了一觉之后得到了一个在长寿剧《我们的日子》中扮演神经外科医生德瑞克·拉莫瑞医生的机会。瑞秋和一个叫拉斯的男子开始约会，但是此人的外貌与罗斯惊人的相似（两人均由大卫·史威默飾演）。最后瑞秋甩掉了拉斯，宣称他总是让她想起某人，她也从来没有提及他与罗斯的相似之处。最后，拉斯和罗斯的前女友茱莉对上了眼。 |      |                                                              |                  |                                                               |                |
| 35 | 11   | 女同性恋的婚礼 The One with the Lesbian Wedding              | Thomas Schlamme  | Doty Abrams                                                   | 1996年1月18日  |
| 卡罗和苏珊准备结婚，他们希望莫妮卡能来为他们的婚礼外烩。菲比一个82岁的按摩客户在按摩中离世，并且似乎灵魂附体在菲比的身上。瑞秋的母亲(Marlo Thomas饰演)前来拜访瑞秋，并宣布将和瑞秋的父亲离婚。 |      |                                                              |                  |                                                               |                |
| 36 | 12   | 超级碗之后：上 The One After the Superbowl 1                 | Michael Lembeck  | Jeff Astrof & Mike Sikowitz                                   | 1996年1月28日  |
| 罗斯去加利福尼亚时想拜访下在动物园生活的马修，却发现马修已经进入演艺圈并成为炙手可热的动物明星，并在纽约拍摄新片。乔伊第一次收到了影迷(由波姬·小丝客串)来信，并与她约会。她向他坦白，其实她是一个跟踪狂，并认为电视剧《我们的故事》中的事都是真实的。一位男子(Chris Isaak)邀请菲比来图书馆为孩子们唱歌，但是孩子们的家长对于菲比过于现实的歌词大为紧张，但是孩子们却非常喜欢，偷偷跑来中央咖啡馆继续听菲比唱歌。 备注:当日播出的第二季第12、13集两集联播是《老友记》播映史上收视率最高的两集，总共吸引了超过5290万美国观众。 |      |                                                              |                  |                                                               |                |
| 37 | 13   | 超级碗之后：下 The One After the Superbowl 2                 | Michael Lembeck  | Michael Borkow                                                | 1996年1月28日  |
| 大伙终于在纽约的片场找到了马修，而瑞秋和莫妮卡在遇到尚-克劳德·范·戴姆之后就为他争风吃醋。钱德遇到了老同学(茱莉娅·罗伯茨客串)，一个电影化妆师。看上去似乎她被钱德吸引，其实是为了报当年被钱德在全校人面前扒了裙子的一箭之仇。乔伊终于在电影里面露脸，罗斯和马修也好不容易能团聚在一起，度过了难忘的一天。 备注:当日播出的第二季第12、13集两集联播是《老友记》播映史上收视率最高的两集，总共吸引了超过5290万美国观众。 |      |                                                              |                  |                                                               |                |
| 38 | 14   | 毕业舞会的录像带 The One with the Prom Video                 | James Burrows    | Alexa Junge                                                   | 1996年2月1日   |
| 乔伊在《我们的日子》里的角色大获成功，有钱了的他还给钱德812美元还送给他一条金手链。莫妮卡和瑞秋的毕业舞会录影带透露出，莫妮卡曾经是个大胖子，而瑞秋也有一个大的惊人的鼻子。毕业舞会当天，瑞秋貌似被舞伴放了鸽子，因此罗斯穿上了他父亲的燕尾服打算自己带瑞秋去参加毕业舞会，就在罗斯换衣服的时候，瑞秋的舞伴又突然出现打乱了罗斯的计划。录影带最后，极度失望的罗斯只能站在楼梯上目送着瑞秋离去。瑞秋为罗斯当年心碎的表现和多年来痴情的等待大为感动，亲吻了罗斯并打算和他重新开始。 |      |                                                              |                  |                                                               |                |
| 39 | 15   | 罗斯和瑞秋...你懂的 The One Where Ross and Rachel...You Know | Michael Lembeck  | Michael Curtis和Gregory S. Malins                             | 1996年2月8日   |
| 乔伊用自己的片酬买了一个大屏幕电视和两张皮躺椅，这让两只沙发土豆整整两天都黏在躺椅上看电视都不曾站起来一步。莫妮卡为自己父母的朋友，性感迷人且丧偶的眼科大夫理查德·博克医生(Tom Selleck饰演)做外烩，之后两个人冲破年龄的障碍开始约会。罗斯和瑞秋开始他们第一次约会，但是长久的友谊让两人之间爱情的火花燃烧的不是那么自然。因此两人决定另外安排一次约会，但是这次罗斯工作的博物馆又有急事要求他回到工作岗位，最后两个人还是在博物馆度过了他们美妙的"第一晚"。 在本集中客串的著名影星Tom Selleck因理查德·博克医生这一角色入围了2000年的艾美奖最佳喜剧电视剧客串演员奖。 |      |                                                              |                  |                                                               |                |
| 40 | 16   | 乔伊搬出去了 The One Where Joey Moves Out                    | Michael Lembeck  | Betsy Borns                                                   | 1996年2月15日  |
| 乔伊想搬出钱德的公寓，找一间新的房子可以让自己"有时间思考"。莫妮卡在纠结该不该向父母坦白自己和理查的关系。瑞秋和菲比想去纹身，菲比怕痛退却了，瑞秋却纹了一颗爱心。 |      |                                                              |                  |                                                               |                |
| 41 | 17   | 艾迪搬进来了 The One Where Eddie Moves In                    | Michael Lembeck  | Adam Chase                                                    | 1996年2月22日  |
| 菲比被一个唱片制作人发掘，希望为她的歌曲《臭臭猫》拍摄一支音乐录影带。随后大家发现，菲比的声音被一个长相不好看但是极具才华的歌手所替代了。罗斯和瑞秋的感情让莫妮卡觉得她又重新和她哥哥住在一个屋檐之下，这让她觉得很讨厌。乔伊想搬回钱德的公寓，但是钱德已经找好了新的室友艾迪。 |      |                                                              |                  |                                                               |                |
| 42 | 18   | 拉莫瑞医生死了 The One Where Dr. Ramoray Dies                | Michael Lembeck  | 故事: Alexa Junge 电视剧本: Michael Borkow                    | 1996年3月21日  |
| 乔伊在接受采访时吹牛吹过了头，说自己经常即兴发挥创造改编自己的台词，这让《我们的日子》的编剧大为光火。并在下面的几集里把他所饰演的角色用掉落电梯井的方式杀死了。 |      |                                                              |                  |                                                               |                |
| 43 | 19   | 艾迪不愿意走 The One Where Eddie Won't Go                    | Michael Lembeck  | Michael Curtis & Gregory S. Malins                            | 1996年3月28日  |
| 钱德新室友艾迪的很多诡异举动让钱德感到很不自在，他希望艾迪搬离公寓，艾迪当时也同意这么做。但是之后艾迪并没有搬出公寓并否认当初有这样的对话。乔伊在失去他的角色之后没有了收入，这对他曾经肥皂剧电视明星的生活方式是一个很大的挑战。一部名为《女神会议》的自我辅导书让女生们很是认同。乔伊搬回了钱德的公寓并将艾迪赶了出去。乔伊也和钱德重修旧好。 |      |                                                              |                  |                                                               |                |
| 44 | 20   | 老黄狗死了 The One Where Old Yeller Dies                     | Michael Lembeck  | 故事': Michael Curtis和Gregory S. Malins 电视剧本: Adam Chase | 1996年4月4日   |
| 菲比的世界观在看了《父亲离家时》里老黄狗的真实命运后大受震撼，她重新看了一遍她母亲曾经不让她看的悲剧电影，悲惨的情节让她感到非常沮丧。莫妮卡对理查经常和乔伊与钱德混在一起感到非常的吃味，而当理查发现，乔伊和钱德认为他是一个父辈似的角色而不是他们的兄弟感到很泄气。瑞秋在得知罗斯想和她厮守一生之后倍感压力。 |      |                                                              |                  |                                                               |                |
| 45 | 21   | 咖啡馆遭遇流氓 The One with the Bullies                      | Michael Lembeck  | Brian Buckner和Sebastian Jones                                | 1996年4月25日  |
| 钱德和罗斯在咖啡馆和两个恶霸打了起来，因为其中一个偷了钱德的帽子。失业的莫妮卡用她最后的一点积蓄购买了一支股票，因为她在电视看到这支股票的简称和自己的名字一样。她想以此发财，不然就得去一家俗气的50年代风格的主题餐厅打工。菲比尝试着和她的亲生父亲见面，但是却遇到了她同父异母的兄弟小弗兰克，并且得知她的父亲已经离开4年了。在股市里莫妮卡丢掉了她最后一点积蓄，她只得去那家名为"月光舞者"的餐厅上班，身着一套可笑的戏服还得时不时的跟着"村民乐队"的歌声跳舞。 |      |                                                              |                  |                                                               |                |
| 46 | 22   | 两个派对 The One with the Two Parties                        | Michael Lembeck  | Alexa Junge                                                   | 1996年5月2日   |
| 大伙为瑞秋准备一个惊喜派对，以此来帮正在为父母离婚而心烦意乱的她过生日。谁知道更惊喜的是，瑞秋那势如水火的父母竟然都来参加了这个派对。为了避免尴尬，男生们只能在自己的公寓又假扮着开了一个派对。最后，所有人都过了难忘的一晚。 |      |                                                              |                  |                                                               |                |
| 47 | 23   | 菲比出水痘 The One with the Chicken Pox                      | Michael Lembeck  | Brown Mandell                                                 | 1996年5月9日   |
| 菲比在自己的老相好海军军官瑞安(查理·辛客串)休假之前出了水痘。不幸的是，瑞安也没有出过水痘，干柴烈火的两人不愿意错过这短暂相聚的时间，最终两个人都生病了，接下来的休假时间只能休息并努力尝试着不去挠伤口。乔伊在钱德的公司得到了一份工作，乔伊为此为自己设计了一个角色，一个有一个美满家庭的中年男子约瑟夫，还将自己的差错归咎于钱德。忍无可忍的钱德最后只能开除他了事。莫妮卡为理查没有怪癖而烦恼，理查绞尽脑汁杜撰了一个出来以便让莫妮卡安心。 |      |                                                              |                  |                                                               |                |
| 48 | 24   | 明蒂的婚礼 The One with Barry and Mindy's Wedding            | Michael Lembeck  | 故事: Ira Ungerleider 电视剧本': Brown Mandell                | 1996年5月16日  |
| 瑞秋答应在她前未婚夫的婚礼上做伴娘，但是在婚礼上却出了大糗。乔伊为了在沃伦·比蒂的新片中饰演一个角色而苦练吻技。钱德在网上与一名女子坠入情网，两人决定见面，钱德竟然发现这位女子是他的前女友珍妮斯。理查不愿意再生小孩，而一直渴望做母亲的莫妮卡无法接受，两人决定分手。 |      |                                                              |                  |                                                               |                |

## 注脚
1. ↑  . Classic TV Hits.   [2009-12-13]. （原始内容存档于2009-11-09）.
2. 1 2  这些剧集在首播时为两集连播，但在其他电视台播映、重播以及DVD中分割为两集。